# Pholcus vesculus
Pholcus vesculus là một loài nhện trong họ Pholcidae. Loài này được phát hiện ở Malaysia.